# Hexatoma (Eriocera) solor
Hexatoma (Eriocera) solor is een tweevleugelige uit de familie steltmuggen (Limoniidae). De soort komt voor in het Nearctisch gebied.